# Littoridina
Littoridina é um género de gastrópode  da família Hydrobiidae.
Este género contém as seguintes espécies:
- Littoridina australis (Orbigny, 1835)
  - Littoridina australis nana Marcus & Marcus, 1965
- Littoridina charruana (Orbigny, 1840)
- Littoridina gaudichaudii Souleyet, 1852
- Littoridina inconspicua Haas, 1938
- Littoridina manni Baker, 1913
- Littoridina miaulis Marcus & Marcus, 1965
- Littoridina piscium Orbigny, 1835
- Littoridina pusilla Haas, 1949
- Littoridina siolli Haas, 1949